# Европейски демократичен път
Гражданското сдружение „Европейски демократичен път“ (ЕДП) e българска гражданска организация, юридическо лице с нестопанска цел с председател Димитър Абаджиев. Сдружението е създадено през ноември 2006 г. Базирана е в София.
Обявено е, че „Европейски демократичен път" няма да е партия, но ще търси партньорство с „ГЕРБ", с „БЗНС-НС" на Анастасия Мозер и с „Европейската народна партия".
На изборите за български членове на Европейския парламент на 20 май 2007 г. ЕДП, заедно с БЗНС-НС е партньор на партия ГЕРБ и Николай Младенов е включен на избираемото трето място в листата на ГЕРБ. Движението ЕДП ще бъде и наблюдател на изборите.

## Управителен съвет
- Димитър Абаджиев (председател) - юрист, съдия, народен представител в три Народни събрания от СДС и ДСБ. В началото на ноември 2006 г. напуска ДСБ и става независим депутат.
- Ива Мавродиева - юрист, работила в Министерство на търговията и туризма и Министерство на икономиката; Изпълнителен директор на Фондация „Демокрация“ от 2004 г. до 2006 г.
- Елеонора Николова - юрист, съдия, кмет на община Русе от 2002 до 2005 г., Народен представител в XL НС от СДС
- Мария Капон - член на Демократическата партия, независим народен представител в XL НС избрана с листата на ОДС. Един от най-богатите депутати в НС.[3]
- Николай Младенов – От 2001 г. до 2005 г.- народен представител от СДС. През 2002 е избран за говорител на СДС. От 2004 той е и заместник-председател на партията, но подава оставка след парламентарните избори през 2005 на които той не успява да влезе в парламента. Кандидат за депутат от България в Европейския паламент през 2007 г. от листата на партия ГЕРБ.